# Campeonato Europeu de Atletismo em Pista Coberta de 2023 - Arremesso de peso feminino
A prova do arremesso de peso feminino do Campeonato Europeu de Atletismo em Pista Coberta de 2023 foi disputada nos dias 2 e 3 de março de 2023 na Ataköy Athletics Arena, em Istambul, na Turquia.

## Recordes
Antes desta competição, os recordes mundiais e do campeonato nesta prova eram os seguintes:
|                       | Nome               | Nacionalidade   | Distância | Local         | Data                    |
| --------------------- | ------------------ | --------------- | --------- | ------------- | ----------------------- |
| Recorde mundial       | Helena Fibingerová | Tchecoslováquia | 22m 50cm  | Jablonec      | 19 de fevereiro de 1977 |
| Recorde europeu       | Helena Fibingerová | Tchecoslováquia | 22m 50cm  | Jablonec      | 19 de fevereiro de 1977 |
| Recorde do campeonato | Helena Fibingerová | Tchecoslováquia | 21m 46cm  | San Sebastián | 13 de março de 1977     |

## Medalhistas
| Ouro                | Prata               | Bronze           |
| Auriol Dongmo (POR) | Sara Gambetta (GER) | Fanny Roos (SWE) |

## Cronograma
Todos os horários são locais (UTC +3).
| Data       | Hora  | Evento       |
| ---------- | ----- | ------------ |
| 2 de março | 20:40 | Qualificação |
| 3 de março | 20:53 | Final        |

## Resultados

### Qualificação
Qualificação:18,50 m (Q) ou os 8 melhores qualificados (q). 
| Posição | Atleta             | Nacionalidade | #1    | #2    | #3    | Resultados | Notas                |
| ------- | ------------------ | ------------- | ----- | ----- | ----- | ---------- | -------------------- |
| 1       | Jessica Schilder   | Países Baixos | 19.18 |       |       | 19.18      | Q                    |
| 2       | Auriol Dongmo      | Portugal      | 18.51 |       |       | 18.51      | Q                    |
| 3       | Fanny Roos         | Suécia        | 18.35 | x     | x     | 18.35      | q                    |
| 4       | Sara Gambetta      | Alemanha      | 17.89 | 18.26 | 18.33 | 18.33      | q                    |
| 5       | Julia Ritter       | Alemanha      | 17.81 | 18.05 | 17.77 | 18.05      | , q                  |
| 6       | Anita Márton       | Hungria       | 16.99 | 17.99 | 17.50 | 17.99      | q                    |
| 7       | Jessica Inchude    | Portugal      | 17.92 | x     | x     | 17.92      | q                    |
| 8       | Dimitriana Bezede  | Moldávia      | 16.52 | 17.00 | 17.90 | 17.90      | , q                  |
| 9       | Sara Lennman       | Suécia        | 17.82 | 17.62 | 17.79 | 17.82      |                      |
| 10      | Katharina Maisch   | Alemanha      | 17.44 | x     | x     | 17.44      |                      |
| 11      | Benthe König       | Países Baixos | 16.77 | 18.60 | 17.23 | 17.23      |                      |
| 12      | Eliana Bandeira    | Portugal      | x     | x     | 17.23 | 17.23      |                      |
| 13      | María Belén Toimil | Espanha       | 16.26 | 16.88 | x     | 16.88      |                      |
| 14      | Eveliina Rouvali   | Finlândia     | 15.64 | 16.24 | 16.26 | 16.26      |                      |
| 15      | Jolien Boumkwo     | Bélgica       | 15.82 | 16.18 | 15.66 | 16.18      |                      |
| 16      | Sopo Shatirishvili | Geórgia       | 14.69 | 14.55 | 15.08 | 15.08      | Recorde da temporada |

### Final
A final aconteceu às 20:53 no dia 3 de março de 2023.
| Posição           | Atleta            | Nacionalidade | #1    | #2    | #3    | #4    | #5    | #6    | Resultados | Notas                |
| ----------------- | ----------------- | ------------- | ----- | ----- | ----- | ----- | ----- | ----- | ---------- | -------------------- |
| Medalha de ouro   | Auriol Dongmo     | Portugal      | 19.63 | 18.68 | 19.76 | x     | 19.38 | 19.62 | 19.76      | EL                   |
| Medalha de prata  | Sara Gambetta     | Alemanha      | 18.26 | x     | 18.20 | 18.16 | 18.83 | 18.31 | 18.83      | Recorde da temporada |
| Medalha de bronze | Fanny Roos        | Suécia        | 17.50 | x     | 17.71 | 17.71 | x     | 18.42 | 18.42      |                      |
| 4                 | Jessica Inchude   | Portugal      | x     | 18.12 | 18.06 | 18.33 | x     | 18.29 | 18.33      |                      |
| 5                 | Jessica Schilder  | Países Baixos | 18.10 | 18.29 | x     | 18.21 | x     | x     | 18.29      |                      |
| 6                 | Anita Márton      | Hungria       | 16.64 | 17.82 | 18.28 | 17.68 | 17.88 | x     | 18.28      | Recorde da temporada |
| 7                 | Dimitriana Bezede | Moldávia      | 17.98 | x     | x     | x     | x     | x     | 17.98      | Recorde da temporada |
| 8                 | Julia Ritter      | Alemanha      | 17.41 | 17.89 | x     | x     | x     | x     | 17.89      |                      |

Legenda
| Recorde mundial       | Recorde mundial (World record)               |                       | Recorde africano                      | Recorde africano (African) |                                           | Q | Classificado por posição (Qualified) |
| Recorde do campeonato | Recorde do campeonato (Championship record)  | Recorde da América    | Recorde da América (Americas)         | q                          | Classificado por melhor tempo (Qualified) |   |                                      |
| Melhor marca do ano   | Melhor marca do ano (World leading)          | Recorde asiático      | Recorde asiático (Asian)              | DNS                        | Não largou (Did not start)                |   |                                      |
| Recorde nacional      | Recorde nacional (National record)           | Recorde europeu       | Recorde europeu (European)            | DNF                        | Não terminou (Did not finish)             |   |                                      |
| Recorde pessoal       | Recorde pessoal do atleta (Personal best)    | Recorde da Oceania    | Recorde da Oceania (Oceania)          | DSQ / DQ                   | Desclassificado (Disqualified)            |   |                                      |
| Recorde da temporada  | Recorde da temporada do atleta (Season best) | Recorde sul-americano | Recorde sul-americano (South America) | NM                         | Sem marca (No mark)                       |   |                                      |